# Мало позориште „Душко Радовић”
Мало позориште „Душко Радовић” основано је 27. маја 1948. године у Београду под именом: Позориште лутака НР Србије.
Мало позориште „Душко Радовић” налази се у улици Абердаревој број 1 у Београду. Једно је од најпознатијих дечијих позоришта у Србији, а бави се свим актуелним темама друштва које су прилагођене дечијем узрасту.

## Историја
Ово позориште - намењено деци - основано је одлуком владе Народне Републике Србије под називом: Позориште лутака НР Србије, 27. маја 1948. године, а званично је започело са радом извођењем представе: „Пепељуга”, Владимира Назора, у хотелу Палас, 23. октобра 1949. године.
Оснивач и први управник позоришта од 1948. до 1950. био је Божидар Валтровић.
15. јуна 1952. године Позориште је преименовано у: Београдско марионетско позориште, а 3. јануара 1955. се сели у зграду на Теразијама.
Спајањем Београдског марионетског позоришта и Гињол сцене „Бошко Буха”, 5. октобра 1962. године, позориште мења име у Београдско позориште лутака.
28. децембра 1967. године поново мења назив у Мало позориште, а на данашњу адресу на Ташмајдану се коначно усељава 6. јуна 1968. године. Зграда у којој се налази позориште је прва наменски зидана зграда дечијег позоришта у социјалистичкој Југославији, урађена по пројекту архитекте Ивана Антића.
Након смрти писца за децу Душана Радовића, колектив Малог позоришта је донео одлуку да позориште понесе његово име.
Вечерња сцена „Радовић” је отворена 7. марта 1986.
Вечерња сцена за младе је почела са радом 23. октобра 2002. године.
Сцена за бебе је отворена 4. јуна 2008. године
Зграда позоришта је оштећена током НАТО бомбардовања зграде РТС-а између 23. и 24. априла 1999. Том приликом је уништен велики део фундуса позоришта, лутака и костима.
Реконструкција комплетне матичне зграде у Абердаревој улици обављена је крајем 2014.

## Луткарска сцена Малог позоришта „Душко Радовић”
Луткарско позориште на територији данашње Србије прати развој поплочан ентузијазмом, љубављу и прегалаштвом пионира који су Пер аспера ад астра, створили професионално луткарско позориште. Сваком позоришту је, пре свега, стало да поред доброг редитеља има и познате ауторе и звучне наслове који ће привући публику. Ипак, писати луткарске представе је велика непознаница за многе драмске ауторе, па и за оне најталентованије, јер знање о луткарском писању текстова не изучава се ни у једној високошколској установи.
За квалитет и богатство наслова и тема на репортару Малог пзоришта „Душко Радовић” су заслужни драматурзи: Бошко Трифуновић, Бранислав Крављанац, Милица Новковић, Стеван Копривица и Мила Машовић Николић, који су заједно са управом бирали драмске домаће и стране ауторе, од којих су неки били тек почетници, а неки искусни писци изузетних остварења.

#### Развој репертоарске политике луткарске сцене
- На почетку рада Позоришта, репертоарска полтика се заснивала на представама проверених страних луткарских писаца за марионете и гињол лутке које су режирали сами глумци: Олга Познатов, или драмски писци почетници, без искуства у раду са лутком: Предраг Динуловић, Александар Гловацки, Огњенка Милићевић. У овој фази, која је трајала до 1963, доминирала је самоука редитељка Марија Кулунџић, а након тога у Позориште долази и словеначки луткарски редитељ Јоже Пенгов.[7]
- Други период, уз устаљене праксе репертоарске политике, одликује процес адаптација постојећих дечјих, као и књижевних штива, у драмске текстове намењене извођењу са луткама. Ова пракса је допринела одступањима од изворних дела, али у корист боље позоришне представе. Овога су се мање-више придржавали Еди Мајарон[8] и Никита Миливојевић[9] у адаптацијама Шекспирове „Буре”(1988. и 2018), Радослав Лазић у адаптацији Стеријине Симпатије и антипатије (1975), Давор Младинов при драматизацији Егзиперијевог „Малог принца” (1982), Марија Кулунџић у Колодијевом „Несташном лутку Пинокију” (1989) и Слободан Обрадовић у својој драмској верзији Пинокија - Ксеније Крнајски (2012), као и приликом драматизација где је нарација морала бити замењена дијалогом као у представама: „Аска и вук” - Миленка Мисаиловића (1979) и Татјане Станковић (2017),  „Алиса у земљи чуда” - Петра Зеца (1983) и Иване Вујић (2007), као и у драматизацији Соје Јовановић - Ђопићеве приповетке „Доживљаји мачка Тоше” (1965) итд.[7]
- Трећа фаза је писање луткарског комада по наруџбини, на конкурсима и у сврху да дело одговара одређеном ансамблу и редитељу, а у овој фази се нарочито истакао Стеван Пешић.[7]

#### Аутори луткарских представа у Радовићу
Од страних аутора са луткарског репертоара се нарочито издвајају Јан Малик и Фране Пунтар који су једнако добро кореспондирали, како са децом, тако и са одраслима, затим, ту су: Јан Вилковски, Леон Мошчински, Јозеф Скупа, Егнер Торбјерн, Јулиуш Волски итд.
Од домаћих аутора су најистакнутији Стеван Пешић, Душан Радовић, Љубиша Ђокић и Александар Поповић.
Глумци који су се остварили као луткарски писци су: Драгутин Добричанин, Раде Павелкић, Татјана Пипер Станковић, Бранислав Крављанац. У тој улози су се нашли и домаћи песници: Љубивоје Ршумовић и Драган Лукић, а први домаћи комад за лутке: „Несретна Кафина” који је написао Јован Јовановић Змај, у Малом позоришту „Душко Радовић” је адаптирао Мирослав Беловић.
Комплетни аутори луткарских представа у Радовићу су били Јелена Беложански, Бохдан Славик и Драгослав Тодоровић.

У почетној фази рада овог Позоришта, оно је било најпре луткарско, а са доласком нових генерација, све више је постајало и драмско. Наиме, све су чешће настајале представе у којима су глумац и лутка подједнако заступљени на сцени. Једна од најчувенијих представа из овог периода је представа „На слово, на слово“, по поезији Душка  Радовића.

## Вечерња сцена „Радовић”
У периоду када је Мало позориште добило име „Душко Радовић”, оно је заиста било у својој најбољој фази и на корак ближе једној новој поетици, коју је изнедрио тадашњи управник Примож Беблер, редитељ и идејни творац Вечерње (сатиричне) сцене „Радовић“. Вечерња сцена „Радовић“, отворена је 7. марта 1986. године представом „Мистерија... Београд“, редитељке Иване Вујић. У времену потом, Вечерња сцена је постала један од најзанимљивијих сценских простора у Београду. Била је  апсолутно отворена за иновативне идеје и експерименте, на којој су заиста афирмисани многи млади позоришни редитељи, а који су тежили једино томе да створе уметнички значајно и бескомпромисно позориште.

##### Преживети деведесете
Деведесетих су били ратови и санкције, време када замиру сви облици међународне сарадње. Тада долази и до пада продукције. Драматург и драмски писац, нови управник позоришта, а заменик пртходног, Стеван Копривица, афирмише драмске представе на Дечијој сцени, а простор Вечерње сцене остаје без средстава за финансирање и бива препуштен представама других извођачких трупа.
Мало позориште „Душко Радовић“ је једино београдско позориште на коме је дошло до оштећења зграде током бомбардовања 1999. године.

## Сцена за Младе

#### Нови моменти
Именовањем редитељке Ање Суше на место управнице Позоришта 2002. године, Вечерња сцена је видно оживела, вођена чврстим репертоарским концептом, стварањем сцене за тинејџ публику. Прва представа на Сцени за младе у оквиру Вечерње сцене: „Секс за почетнике“, у режији Алисе Стојановић, по тексту Јасминке Петровић, изведена је 25. јануара 2003. По узору на сцене европских театара, Сцена за младу публику усмерена је на савремене драмске текстове, провокативне и друштвено ангажоване. Ања Суша је осмислила сцену за младу публику као простор за стварање и едукацију будуће публике сваког позоришта, али и као простор за дијалог, промишљање реалности, а не пуко бежање од ње. Паралелно са тим, Ања Суша простор Вечерње сцене дефинише и као место "слободне креације" отворено за младе позоришне уметнике свих струка (редитеље, глумце, дизајнере, сценографе, костимографе, композиторе, плесаче, кореографе...). Она им даје шансу (која је само пар година раније била незамислива) да своје прве представе ураде управо онако како желе, бескомпромисно и храбро.

Такође се поново почиње успостављати позоришна размена на међународном нивоу, те је уследила и врло квалитетна сарадња са најзначајнијим представницима плесне сцене, Београда, Србије и региона. Вечерња сцена, не само да је подигла главу, већ  добија додатни значај и признање кроз заједничке пројекте са водећим театрима за децу и младе у Данској („Corona La Balance ”и „Lampe”) и Шведској („Dramaten ” и „Uppsala Stads Teater”) која достиже свој врхунац гостовањем Марк Ван дер Велдена, једног од водећих данских редитеља који је овде поставио представу "Окамењени принц" Хенинга Манкела.

## Сцена за бебе
Дете је истраживач света који га окружује и њено / његово окружење је лабораторија у којој стасава и развија се. Ако је то окружење позориште у раном узрасту, и контекст је подстицајан за дете, оно се истовремено учи позоришној комуникацији. Од тренутка када бебе могу имати довољну пажњу да пропрате звук, светлост, кретање -  представе за њих постају значајне. Оне настају из визуелног, прате природни дечији покрет тог узраста и проширују га. На сцени су присутни родитељи или блиски пратиоци беба. Сцена је испуњена јастуцима, а мали број учесника и старије особе у које деца верују, одају сигурност и полет ка новим спознајама и истраживањима. Звук и визуал подржан плесом и покретом на начин детета, представљају нову врсту посредоване сопствене игре.
Далија Аћин Thelander, истраживач у домену извођачких уметности, кореографкиња и предавач у пољу савременог плеса за бебе и децу, је својим ангажовањем у Малом позоришту „Душко Радовић” поставила ову сцену на разину светских позоришта за бебе. Осмислила је Манифест рада са бебама, који се у целости може прочитати у монографији: Мало позориште "Душко Радовић", 70 година разноликости, монографија 1949-2019.

## Редитељи
У позоришту су своје представе постављали редитељи: Предраг Динуловић, Рајко Радојковић, Марија Кулунџић, Александар Гловацки, Огњенка Милићевић, Олга Познатов, Живомир Јоковић, Србољуб Станковић, Јоже Пенгов, Соја Јовановић, Јелена Беложански, Мирослав Ујевић, Вера Белогрлић, Јан Потишил, Моника Снарска, Бохдан Славик, Маргарета Никулеску, Виталис Мазурас, Бранислав Крављанац, Радослав Лазић, Богољуб Петровић, Душан Родић, Јован Булајић, Драган Јовић, Слободанка Алексић, Славко Татић, Јуриј Јелисејев, Миливоје Милојевић, Атанас Илков, Нађа Јањетовић, Давор Младинов, Петар Зец, Дубравко Бибановић, Мирослав Беловић, Антун Маринић, Ферид Карајица, Миленко Заблаћански, Љубиша Ђокић, Владимир Путник, Чедомир Петровић, Никита Миливојевић, Вида Огњеновић, Снежана Тришић, Јагош Марковић, Милица Краљ, Ана Томовић, Јовица Павић, Саша Габрић, Драгослав Тодоровић и други.

## Костимографи и креатори лутака
Светски позната костимографкиња, креаторка лутака и сликарка, Милена Јефтић Ничева Костић је радни век провела у Малом позоришту „Душко Радовић”. Такође, ту су били и: Фрањо Китак, Ајша Пенгов, Вукосава Николин, Велизар Ђезовић, Гордана Поповић-Крно, Милана Мандић, Зигмунд Сманџик, Лидија Вопаленска, Виталис Мазурас, Лана Цвијановић, Драга Вуковић, Бјанка Аџић Урсулов, Емилија Ковачевић, Златко Боурек, Иванка Крстовић, Весна Радовић, Милица Радовановић, Даница Ракочевић, Драган Марковић, Јелена Васиљевић, Зорана Јовановић, Јелена Перишић, Маја Мирковић, Дејан Пантелић, Јелена Михајловић, Зорана Петров и други.

## Награде, фестивали и гостовања
Мало позориште „Душко Радовић” је гостовало на великом броју фестивала и манифестација у земљи и иностранству. Његове представе, глумци, редитељи, костимографи и остали радници остварили су велики број награда на следећим догађајима:
- Сусрети професионалних позоришта лутака Србије 1962, 1964, 1969, 1971, 1972, 1973, 1974, 1975, 1976, 1977, 1978, 1979, 1980, 1982, 1983, 1984, 1985, 1986, 1987, 1988, 1989, 1990, 1991, 1992, 1995, 1996, 1997, 1998, 2001, 2002, 2004, 2005, 2007, 2008, 2010, 2012, 2013, 2015, 2016, 2018, 2019, 2021, 2022, 2023.
- Југославенски фестивал дјетета, Шибеник 1964, 1966, 1967, 1970, 1971, 1972, 1973, 1974, 1975, 1976, 1977, 1979, 1980, 1982, 1984, 1985, 1986, 1987, 1988, 1990.
- Змајеве дечије игре, Нови Сад, 1969, 1987.
- Нушићијада, Ивањица 1969.
- Стеријино позорје 1970, 1996, 2003, 2007.
- Интернационални фестивал академије уметности, Берлин 1971.
- Фестивал позоришта лутака, Констанца 1971.
- Интернационални фестивал позоришта лутака, Лидс, Енглеска 1971.
- MESS - фестивал малих и експерименталних сцена, Сарајево 1971, 2009, 2011, 2012.
- Светски фестивал позоришта лутака, Шарлевил 1972, 1988.
- Међународни фестивал бугарске луткарске драматургије „Златни делфин”, Варна 1975, 2017.
- Слободарске позоришне свечаности, Младеновац 1976.
- Сусрет позоришта лутака Босне и Херцеговине, Бугојно 1977, 1978.
- Међународни фестивал луткарске уметности Бјелско - Бјала 1978.
- Бијенале југословенског луткарства, Бугојно 1979, 1981, 1983, 1985, 1987, 1989.
- "PIF" - Међународни фестивал казалишта лутака, Загреб 1979, 1980, 1987, 1988, 1989.
- Београдско лето 1986.
- Дани сатире, Загреб 1986, 1988, 1989.
- Интернационални фестивал уличног позоришта, Јелења гора 1987.
- Дани комедије, Јагодина 1988, 1989, 1996.
- Међународни фестивал театра, Монтеђорђо 1988.
- Интернационални фестивал „Лутке 1988”, Љубљана 1988.
- Свечаности „Љубиша Јовановић”, Шабац 1988.
- Нушићеви дани, Смедерево 1988, 2019, 2021.
- Међународни луткарски фестивал за одрасле, Печуј 1989.
- Дани српске културе у Израелу, Тел Авив 1990.
- Југословенски фестивал позоришта за дјецу, Котор 1993, 1994, 1995, 1996, 1997, 1988, 2002.
- Међународни фестивал позоришта лутака, Лисабон 1994.
- ПИП - Прва извођења представа, Параћин, 1994.
- Међународни фестивал позоришта за децу „Отон Томанић”, Суботица 1995, 2004, 2005.
- Позоришне свечаности Младеновца 1995.
- Фестић, Београд 1996, 1997, 1998, 2001, 2002, 2003, 2004, 2006, 2007, 2008, 2010.
- БЕЛЕФ, Београд 1999, 2003, 2004, 2005, 2006, 2022.
- Изванредни Златни беочуг, Културно-просветна заједница Београда (Малом позоришту „Душко Радовић” за трајни допринос култури Београда) 2000.
- Светски фестивал луткарске уметности, Праг 2001.
- "MultiKids Festival", Беч 2002.
- Ђачки Вуков сабор, Тршић 2003, 2017, 2018, 2019.
- ТИБА, театарска интернационална београдска авантура, Београд, 2003, 2004, 2005, 2006, 2007, 2008, 2009, 2010, 2011, 2012.
- Међународни луткарски фестивал „Златна искра”, Крагујевац, 2003, 2008, 2010, 2016, 2018, 2019.
- Вршачка позоришна јесен, Вршац, 2003.
- Дечији позоришни фестивал „Позориште Звездариште”, Београд, 2003, 2004, 2005, 2006, 2007, 2008, 2009, 2010, 2011, 2012, 2013, 2016, 2017, 2018, 2022, 2023.
- Међународни фестивал позоришта за дјецу, Бања Лука, Босна и Херцеговина, 2003, 2017, 2019, 2020, 2023.
- "HIGH FEST International Theatre Festival", Јереван, Јерменија 2004.
- Фестивал ИНФАНТ, Нови Сад, 2005, 2006, 2009, 2010.
- Которски фестивал позоришта за дјецу, Котор 2005, 2007, 2011, 2018, 2023.
- ФИАТ - Фестивал интернационалног Алтернативног Театра, Подгорица 2005.
- Позоришни фестивал Пук, Клуж, Румунија, 2005.
- БИТЕФ, Београд, 2005, 2006, 2007, 2008, 2009, 2010, 2016, 2021, 2022, 2023.
- "Rainbow International Festival", Санкт-Петерсбург, Русија 2006.
- Јоаким ИнтерФест, Крагујевац, 2006.
- Бијенале сценског Дизајна, Београд 2006.
- "Telling the Balkans - Dialogues between East and West", Леће, Италија, 2006.
- "International Ordu Children's And Youth Theatre Festival", Орду, Турска 2006.
- "1st Balkan Performing Arts Market (Showcase)", Солун, Грчка 2006.
- Исфахан Интернационални позоришни фестивал за децу, Исфахан, Иран 2006.
- Позоришни фестивал „Театар у једном дејству”, Младеновац, 2007.
- Фестивал позоришта за децу и младе, Виборг, Данска 2007.
- "Spring Festival", Копенхаген, Данска 2007.
- Епифест, Чаковец 2007.
- "International Bursa Theater Festival For Children & Young People", Бурса, Турска 2007.
- Међународни бијенале дечјег израза - БУДИ, Панчево 2008.
- "International Eskişehir Children &Youth Theatres Festival", Ескишехир, Турска 2008.
- "International Festival for Young Audience Kijimuna Festa", Окинава, Јапан 2008, 2010.
- Међународни НАЈ, НАЈ, НАЈ фестивал, Загреб, 2009, 2010, 2013.
- Фестивал дечијег позоришта „Позоришни вал”, Петровац, Црна Гора 2009.
- Бијенални међународни фестивал за децу и младе „Златна палчица”, Љубљана 2009.
- Трема Фест, Рума, 2009.
- Амбијентални позоришни фестивал „Театар у тврђави”, Смедерево 2010, 2018, 2019.
- Фестивал хрватске драме за дјецу „Мали Марулић”, Сплит 2010.
- "Otomichi 2010 Summer Festival of Granship", Шизика, Јапан
- "ASSITEJ Korea International Summer Festival", Сеул, Јужна Кореја 2010.
- "Keochang International Festival of Theatre", Сеул, Јужна Кореја 2010.
- "Radikal jung -  Das Festival junger Regisseure", Минхен, 2011.
- Међународни фестивал позоришта за децу, Суботица 2011, 2017, 2019, 2020, 2022.
- Ђачки Вуков сабор, Лозница, 2011, 2018, 2021, 2022, 2023.
- Фестић, Панчево 2011.
- Међународни европски пројекат "Puppet Nomad Academy II",  Љубљана, Словенија 2012.
- Екс Театар Фест, Панчево, 2011.
- Фестивал друштвено ангажованог театра „Ван оквира”, Београд 2012, 2013.
- Фестивал монодраме и пантомиме, Земун, 2012.
- Фестивал "Arts and Craft", Варна, Бугарска 2012.
- Дани Зорана Радмиловића, Зајечар 2015.
- Дани Малог позоришта „Душко Радовић”, Бања Лука 2017, 2018.
- Трећа Божићна авантура, Краљево 2016.
- Бугојанско луткарско бијенале, Бугојно 2017, 2021.
- Џез фестивал „Нишвил”, Ниш 2017.
- Дани Београда, 2017.
- Шекспир фестивал / „Шекспир за велику децу”, 2018.
- Херцег Фест, Херцег Нови 2018.
- Враголасте позориштарије, Смедеревска Паланка 2019.
- Mеђународни  позоришни фестивал „Валисе“, Ломжа, Пољска 2019.
- Међународни фестивал професионалних луткарских позоришта за дјецу „Лут фест“, Источно Сарајево 2019.
- Зимски позоришни фестивал за децу, Алексинац 2019, 2024.
- Ангажман Фест, Београд 2021.
- ФАС Фестивал АСИТЕЖ-а Србије, Београд 2021, 2022, 2023.
- Девети Циркобалкана фестивал, Београд 2021.
- ПостПургаторија, Љетња позорница, Тиват 2021.
- Фестивал „Град театар“, Будва 2021.
- Фестић и позоришни рингишпил, Лазаревац 2022.
- Фестивал Зимска бајка, Београд 2022.
- Позоришни маратон, Сомбор 2022.
- Међународном фестивал позоришта за децу „Игор Маџиров“, Скопље 2023.
- Фестивал бајки, Руменка 2023.
- Мокрањчеви дани, Неготин 2023.
- "Colorful Cockerel International Puppet Festival", Плавен, Бугарска 2023.
- Београдски дани породице 2023.
- Фестивал "Мали свет", Краљево 2023.[4][14]

## Чланство МПДР у светским организацијама
Мало позориште „Душко Радовић” је члан АСИТЕЖА и УНИМЕ.

## Реализоване представе
У Малом позоришту „Душко Радовић” је од почетка рада реализовано близу 400 представа (луткарских, дечијих, за младе, одрасле и бебе). Неке од њих су: 
- Мистерија[5]
- Секс за почетнике[5]
- Капетан Џон Пиплфокс[5]
- Три прасета[5]
- Мачак у чизмама[5]
- Моби Дик[5]
- Камени цвет[5]
- Бура[5]
- Поп Ћира и Поп Спира[5]
- Царево ново одело[5]
- Судбина једног Чарлија[5]
- Рок енд рол за децу[5]
- Бонтон,Мали каплар[5]
- Плави чуперак[5]
- Аска и вук[5]
- Дечја соба[15]
- Чаробњак из Оза[15]
- Сан летње ноћи[15]
- Украдени принц и изгубљена принцеза[15]
- Свету се не може угодити[15]
- Крадљивци кокосових ораха[15]
- Гуливер[15]
- Пепељуга[15]
- Свако свако може да падне (осим чапље)[15]
- Срце у јунака Краљевића Марка[15]
- Бајка о Чаробном Камену[15]
- Чудотворно кресиво[15]
- Прича о Светом Сави[15]
- Kарлсон с крова[15]
- Судбина једног Чарлија[15]
- Књига о џунгли[15]
- Моби Дик[15]
- Бура[15]
- Мала школа рокенрола[15]
- Аска и вук[15]
- Капетан Џон Пиплфокс - у новом миленијуму[15]
- Цар је го![15]
- Циркус Марио & Нета[15]
- Наглавачке[15]
- Камени цвет[15]
- Књига лутања[15]
- Андерсенови кувари[15]
- Пинокио[15]
- Ноћ у Мерлиновом замку[15]
- Мачак у чизмама[15]
- Чаробна књига[15]
- Три прасета[15]

али, као најуспешније се могу издвојити следеће представе:
1. Лоптица скочица
2. Студенти и лутке
3. Наше игре
4. Доживљаји мачка Тоше
5. На слово, на слово
6. Ко зна боље, широко му поље
7. Кишобран за двоје
8. Бајка о рибару и рибици
9. Позориште Ка-Ри-Ко
10. Добро јутро, Капетане Пиплфокс
11. Пепељуга
12. Кића у царству буба
13. Лепотица и звер
14. Петар Пан
15. Баш челик
16. Талични Том и Далтонови
17. Башта сљезове боје
18. Девојчица са шибицама
19. Мала сирена
20. Андерсенови кувари
21. Мали принц
22. Скоро свако може да падне, Осим Чапље
23. Алиса
24. Страшне приче браће Грим
25. Сестре по метли
26. Окамењени принц

## Награде које додељује Мало позориште „Душко Радовић”
У знак сећања на пионира луткарства, оснивача и првог Управника Малог позоришта „Душко Радовић”, Божидара Валтровића, глумицу-првакињу Милену Начић и доајена луткарских позоришта, редитељку Марију Кулунџић, Управни одбор Малог позоришта „Душко Радовић” је одредио критеријуме и пропозиције за доделу награда, које носе њихова имена.

#### Награде се додељују за:
- подстицање и унапређење позоришног стваралаштва и изузетан допринос у Уметничком и Општем сектору Малог позоришта „Душко Радовић” - што је Признање „Божидар Валтровић”;
- изузетну ауторску креацију - што је Признање које носи име „Марије Кулунџић” (област: режија, глума, сценографија, костимографија, креација лутке, музика, кореографија, оригинални драмски текст (за децу и младе), луткоказ (текст писан за луткарску сцену) и драматизација или адаптација текста) и
- изузетну аниматорску креацију - Признање под именом „Милене Начић” (за изузетну глумачко-аниматорску креацију чланова уметничког ансамбла Малог позоришта „Душко Радовић”.

Награде се додељују једном годишње, на Дан Малог позоришта „Душко Радовић” - 23. октобра, и то за остварења у представама Позоришта, које су премијерно изведене у периоду од 10. октобра претходне године, до 10 октобра текуће године, у којој се награде додељују.

## Монографије Малог позоришта „Душко Радовић”
- Мало позориште "Душко Радовић", Београд 1949-1969, Монографија
- Мало позориште "Душко Радовић", Београд 1949-1989, Монографија
- Монографија 1949-1979, Мало позориште Душко Радовић Београд
- Монографија: Боље је правити добра и лепа дугмета него лоше бродове, 60 година Малог позоришта "Душко Радовић", 2009
- Мало позориште Душко Радовић 70 година разноликости (монографија 1949-2019)